# Булкина, Инна Семёновна
И́нна Семёновна Бу́лкина (укр. Інна Семенівна Булкіна; 12 ноября 1963, Киев — 20 января 2021, там же) — украинский литературовед, литературный критик, редактор, куратор культурных проектов. Доктор филологических наук, старший научный сотрудник Института проблем современного искусства Национальной академии искусств Украины.

## Биография
В 1985 году окончила Тартуский университет, защитив диплом на тему «Лирика Е. А. Баратынского в поэтическом мире второй четверти XIX века (поэтика сборника)» под руководством Ю. М. Лотмана.
После окончания университета работала в музее «Пушкин и декабристы в Киеве», в журнале «Новый круг». Не оставляя научных занятий (основные сферы интересов: русская поэзия пушкинской эпохи, украинская тема в русской литературе, «киевский текст»), активно выступала как литературный критик и рецензент в российских и украинских повременных изданиях («бумажных»: «Критика», «Знамя», «Новый мир», «Новое литературное обозрение», «Отечественные записки» и сетевых: «Русский журнал», «Ежедневный журнал», «Гефтер», «Політ.ua»), как редактор сотрудничала с издательством «Новое литературное обозрение».

### Карьера
- 1993—1996 — издательство AirLand (Киев), главный редактор
- 1997—1998 — литературно-критический журнал «Зоїл» (Киев), главный редактор
- 1999—2002 — обозреватель украинских медиа на smi.ru
- 1999—2006 — «Русский журнал» (Москва) — обозреватель «Журнального зала»
- 2003—2005 — журнал «Профиль» (Киев), книжный обозреватель
- 2007—2015 — «Ежедневный Журнал» («ЕЖ», Москва), украинский обозреватель
- 2008—2010 — зав. отдела культуры журнала ТОП-10 (Киев)
- 2011—2014 — рецензент отдела культуры газеты «КоммерсантЪ» (Киев)

В 2010 году защитила в Тартуском университете докторскую диссертацию «Киев в русской литературе первой трети XIX века: пространство историческое и литературное» (научный руководитель — Л. Н. Киселёва).
Основатель и шеф-редактор сайта «Inший Kyiv». Составитель антологий «Киев: фотографии на память. Антология малой прозы о Киеве» (2011) и «Киев в русской поэзии» (2012). Составитель поэтической серии киевского издательства Laurus.

## Награды
- 2005 — Специальная номинация «Станционный смотритель» (Премия Ивана Петровича Белкина)
- 2009 — Стипендия Юрия Лотмана[эст.]